# Sortie 67
Pour plus de détails, voir Fiche technique et Distribution.
Sortie 67 est un film québécois réalisé par Jephté Bastien, sorti en 2010.
Il a été présenté au Festival de film Fantasia 2010.

## Synopsis
Ronald, un garçon de huit ans, passe de famille d'accueil en famille d'accueil puis est recruté par un gang.

## Fiche technique
- Réalisation et scénario : Jephté Bastien
- Production : 
  - Producteur : Nicolas Comeau, Bastien Jephté
  - Producteur associés : Julian Ferrera, Don Lobel, Natacha Noël
- Directeur de la photographie : Alexandre Bussière
- Montage : Josa Maule
- Décorateur de plateau : Alexandre Juneau
- Coordinateur des cascades : Sylvio Archambault
- Format : Couleur
- Durée : 100 minutes
- Genre : Drame et film de gangsters
- Budget : 1 million $/CAN
- Langue : français
- Date de sortie :
  -  Canada : 1er avril 2011

## Distribution
- Henri Pardo : Paquet Ronald / Jecko
- Benz Antoine : Brooklyn
- Jacquy Bidjeck : Sonia
- Danny Blanco-Hall   : Blade
- Alain Lino Mic Eli Bastien : Pakko
- Fontaine Edouard : Zophe
- Sylvio Archambault : Jocelyn Paquet
- Natacha Noël : Candy
- Clerveaux Anthony : Ronald - 15 ans
- Kourouma Lansana : Pakko - 17 ans
- Scott Beaubrun Jimmy : Zophe
- Fabienne Colas : Magalie
- Lynne Adams : Travailleur social
- Franck Sylvestre : Ti-Boss
- Yardly Kavanagh : Ginette
- Stéphane Moraille : Jack
- Sophie Desmarais : Lola
- Anatoly Zinoviev : Traficker # 1
- Philippe Racine  : Kaya
- Mendoza : Latino
- Florence Situ : Caissière
- Prosper Ralph : Max
- Patricia Stasiak : Marie
- Songui Kwasi : Max # 2
- John uGuru Vanessa : Naima
- Ferus Jude : Fuyard
- Jessica B. Hill : Sara
- Leblanc Marcia : Barmaid
- Le Voyou : Rappeur # 1
- Philips Calvin : Jeune Client
- Noël Jeremy Shevon : Ronald